# 구창근
구창근(1973년 2월 23일 ~)는 대한민국의 기업인이다. 현재 CJ ENM 을 역임하고 있다.

## 출신 학교
- 창원고등학교 졸업
- 서울대학교 경제학과 졸업
- 서울대학교 경영대학원 경영학 석사

## 경력
- 1998.01~2004.12 동원경제연구소/증권 애널리스트
- 2005.01~2005.12 한국투자증권 애널리스트
- 2006.01~2010.01 삼성증권 애널리스트
- 2010.08 CJ주식회사 기획1팀 재무담당 상무
- 2011.10 CJ주식회사 사업팀 식품담당
- 2012.05 CJ GLS사업담당
- 2013.10 CJ주식회사 사업팀장
- 2014.12 CJ올리브영 사내이사
- 2016.03 CJ대한통운 사내이사
- 2016.09 CJ주식회사 전략1실장
- 2017.07~2018.06 CJ푸드빌 대표이사
- 2018.07 CJ올리브네트웍스 올리브영부문 대표
- 2019.11 CJ올리브영 대표이사
- 2019.12 CJ올리브영 대표이사 부사장
- 2022.10~2024.03 CJ ENM 엔터테인먼트부문 대표이사
- 2023.01~2024.03 CJ ENM 영화·드라마사업본부장
- 한국방문의해위원회 이사
- 2024.03~ CJ ENM Executive(안식년)